# Mergulhão-colombiano
O mergulhão-colombiano (Podiceps andinus) é uma espécie extinta de ave da família dos Podicipedidae que era encontrada na Colômbia. A espécie tem sido ocasionalmente considerada uma subespécie de mergulhão-de-pescoço-preto (P. nigricollis).
A sua última observação, na década de 1970, foi feita no lago de Tota.